# Jiří Haleš
Jiří Haleš (* 18. srpna 1936 Praha) je český chemik, projektant, herpetolog, jeskyňář (speleolog), fotograf, cestovatel, znalec Sahary a ochránce přírody.

## Stručný životopis
Jiří Haleš se narodil v pražských Holešovicích do úřednické rodiny dne 18. srpna 1936 a po maturitě na gymnáziu vystudoval Vysokou školu chemicko-technologickou (VŠCHT) v Praze–Dejvicích. Po povinné vojenské službě a krátké praxi v chemickém provozu nastoupil v Praze jako inženýr chemie do Tesly Holešovice a po srpnu 1968 (v době začínající normalizace) pak přešel do Projektového ústavu dopravních a inženýrských staveb (PUDIS). Ve svém volném čase hodně cestoval do zahraničí (Jugoslávie, Francie, Alžír, Sahara, oblast Tassíli), fotografoval a aktivně se zapojoval do aktivit souvisejících s ochranou přírody (speciálně plazů). Na Slovensku a v Chorvatsku se zasloužil o vyhlášení několika chráněných oblastí. Oba tyto zájmy pak později zúročil v odborných statích a populárně–naučných publikacích doplněných hojnou obrazovou dokumentací. V 60. letech 20. století se stal členem Krasové sekce ochrany přírody Společnosti Národního muzea (dnes Speleologické společnosti), kde se ve vápencových lokalitách věnoval jeskyňářským průzkumům. Během srpnové okupace Československa v roce 1968 pořídil cyklus reportážních fotografií, které se mu podařilo následně publikovat v Jugoslávii. V roce 1974 byl členem oficiální československé expedice do Ekvádoru k sopce Cotopaxi a z Ekvádoru neoficiálně navštívil letecky souostroví Galapágy. Na přelomu 70. a 80. let 20. století „partyzánským způsobem“ zorganizoval v Jugoslávii výstavu o problematice ochrany plazů. Během sametové revoluce v roce 1989 se zapojil do protikomunistických protestů a nadále působí v oblasti ochrany přírody.

## Podrobný životopis

### Studia, vojna, zaměstnání

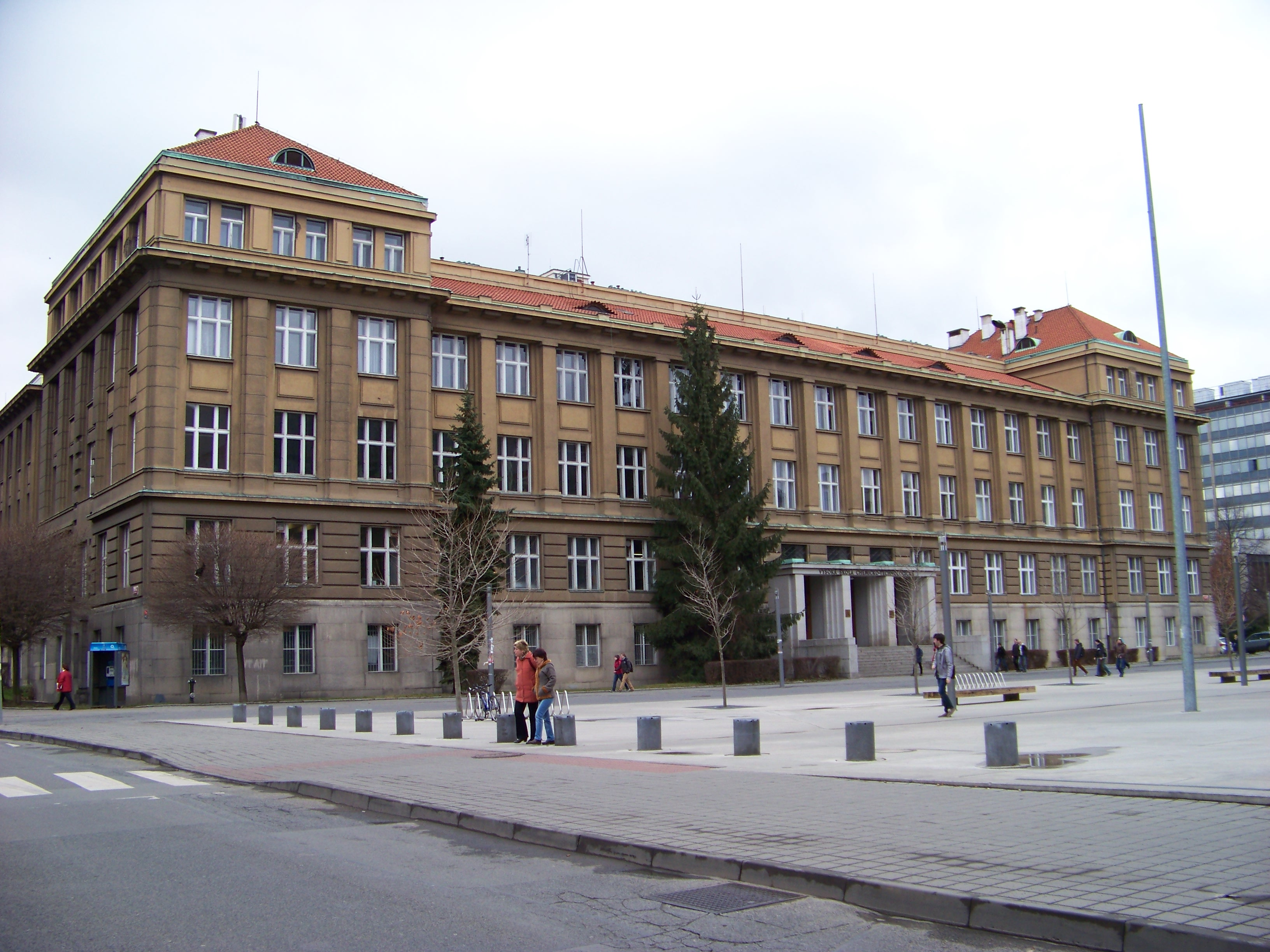
Jedna z budov VŠCHT v pražských Dejvicích

Jiří Haleš se narodil 18. srpna 1936 v pražských Holešovicích do úřednické rodiny. Ještě v předškolním věku se naučil číst a po absolvování povinné školní docházky nastoupil ke středoškolskému studiu na čtyřletém gymnáziu, kde jej nejvíce zajímala biologie, chemie a na pražském Petříně byl členem astronomické společnosti. Po složení maturity nastoupil k vysokoškolskému studiu na Vysoké škole chemicko-technologické (VŠCHT) v Praze, které ukončil s diplomem inženýra chemie. 
Jeho kladný vztah k plazům se projevoval již v předškolním věku, kdy zkoumal u svých prarodičů v Blatné užovky obojkové a později v gymnazijním věku si dokonce na školní brigádě v Harrachově ochočil zmiji, kterou demonstrativně nosil v kapse jako krotkou užovku. Později jej jeho láska k hadům přiměla k založení (spolu s Jiřím Rotterem) Zájmového kroužku teraristů při ZOO Praha.  Za poznáváním plazů jezdil často na Slovensko, vybaven podrobnými fotokopiemi předválečných vojenských speciálních map pohraničí (v měřítku 1:25 000) a fotoaparátem s teleobjektivem. Krátce po získání titulu Ing. chemie na pražské VŠCHT jej v Devínské Nové Vsi a potom i u sovětské hranice bývalé Podkarpatské Rusi zatkli pohraničníci pro podezřelé chování, které se ale nakonec vysvětlilo „zájmem o hady“. Zájem o plazy a ochrana přírody jej provázejí celým životem.
Povinnou vojenskou prezenční (půlroční) službu nastoupil Ing. Jiří Haleš v roce 1960 u chemického útvaru na letišti v Pardubicích. Po skončení vojenské služby jej (jako dělníka) umístěnka nasměrovala do chemických závodů Sokolov na provoz dusíkatého vápna. Haleš tehdy trpěl vazomotorickou rýmou a pobyt v agresivním prostředí chemického provozu musel nakonec po třech měsících ze zdravotních důvodů ukončit. V Praze, kam se přesunul, pracoval nejprve jeden rok v analytické laboratoři Geologického průzkumu, pak přešel do Výzkumného ústavu silnoproudé elektrotechniky Běchovice, kde se zabýval praktickou tvorbou
ultravakuua pro polovodičové technologie. Potom pracoval ve výzkumu světelných zdrojů v Tesle Holešovice. Ve svém volném čase se ale věnoval hlavně přírodovědným expedicím.

### Speleologie

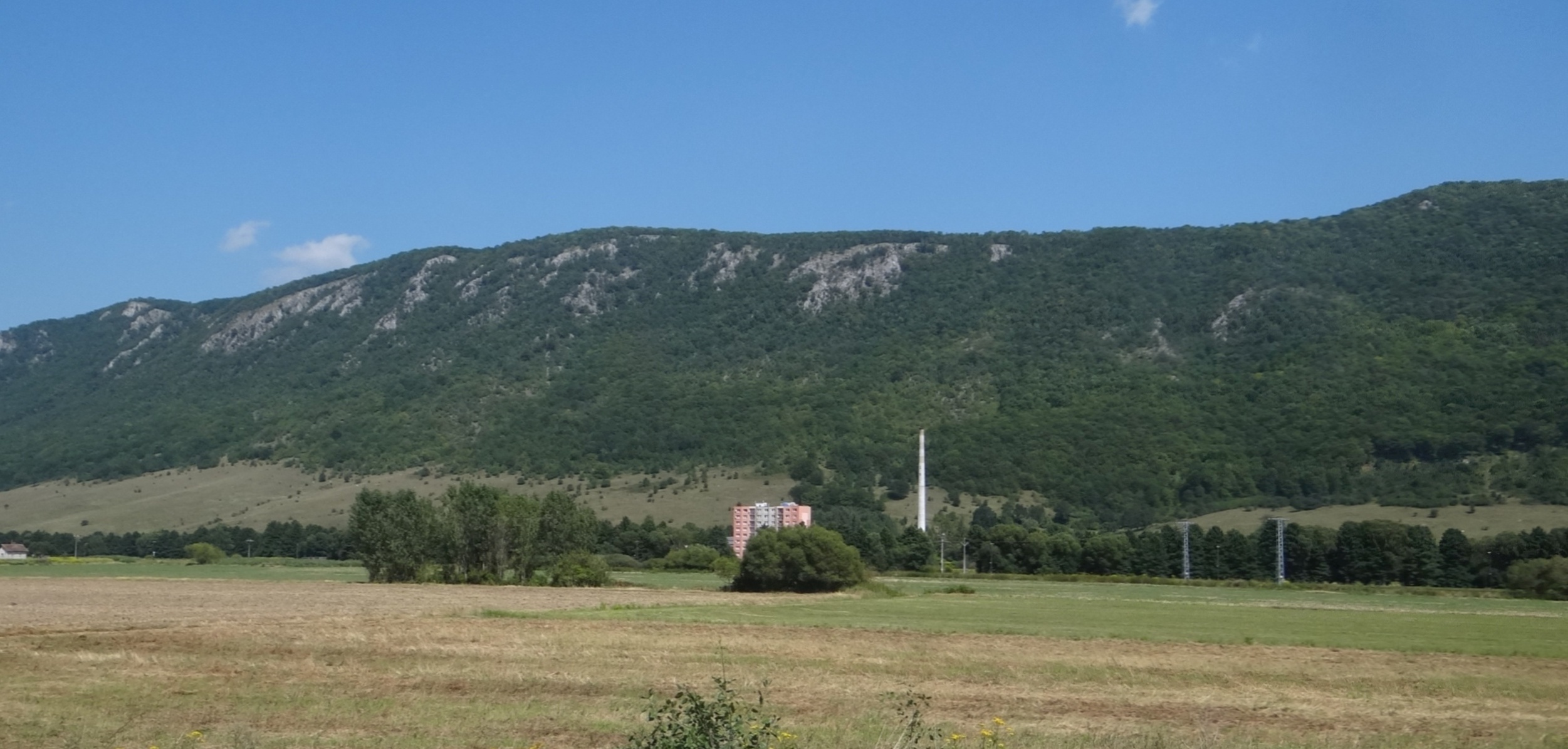
Vápencová Plešivecká planina s četnými krasovými jevy (součást Slovenského krasu) mezi Rožňavou, Štítnikem a Plešivcem

A byl to právě Jiří Haleš, kdo se v 60. letech 20. století jako první spustil s 30 m lanem do propasti Veľká Peňažnica na Plešivecké planině ve Slovenském krasu. Předseda Krasové sekce Sboru ochrany přírody Společnosti Národního muzea (dnes Speleologická společnost) RNDr. František Skřivánek byl fotografickým materiálem, který Haleš v propasti pořídil, příjemně překvapen a nabídl Halešovi členství v jeskyňářské organizaci. Během členství v této organizaci se Ing. Jiří Haleš účastnil dalších sestupů do málo probádaných propastí a pořizoval dokumentaci nově objevovaných jeskyní. Na Slovensku zmapoval osmnáct do té doby vcelku neznámých propastí. O metodice stereofotografie v krasovém podzemí dokonce Jiří Haleš referoval na mezinárodním speleologickém kongresu.

### Jugoslávie

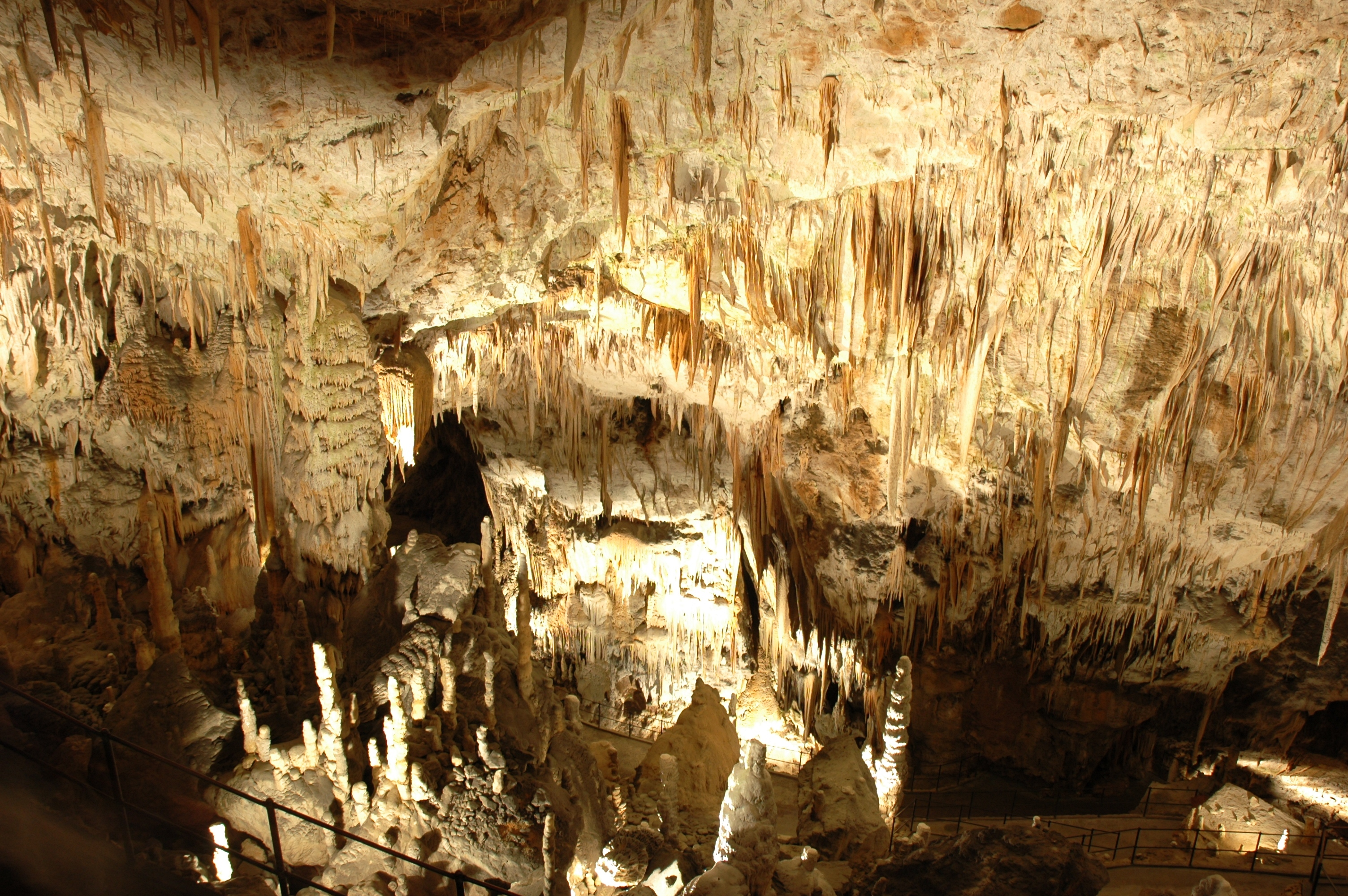
Krápníková výzdoba Postojenské jeskyně ve Slovinsku

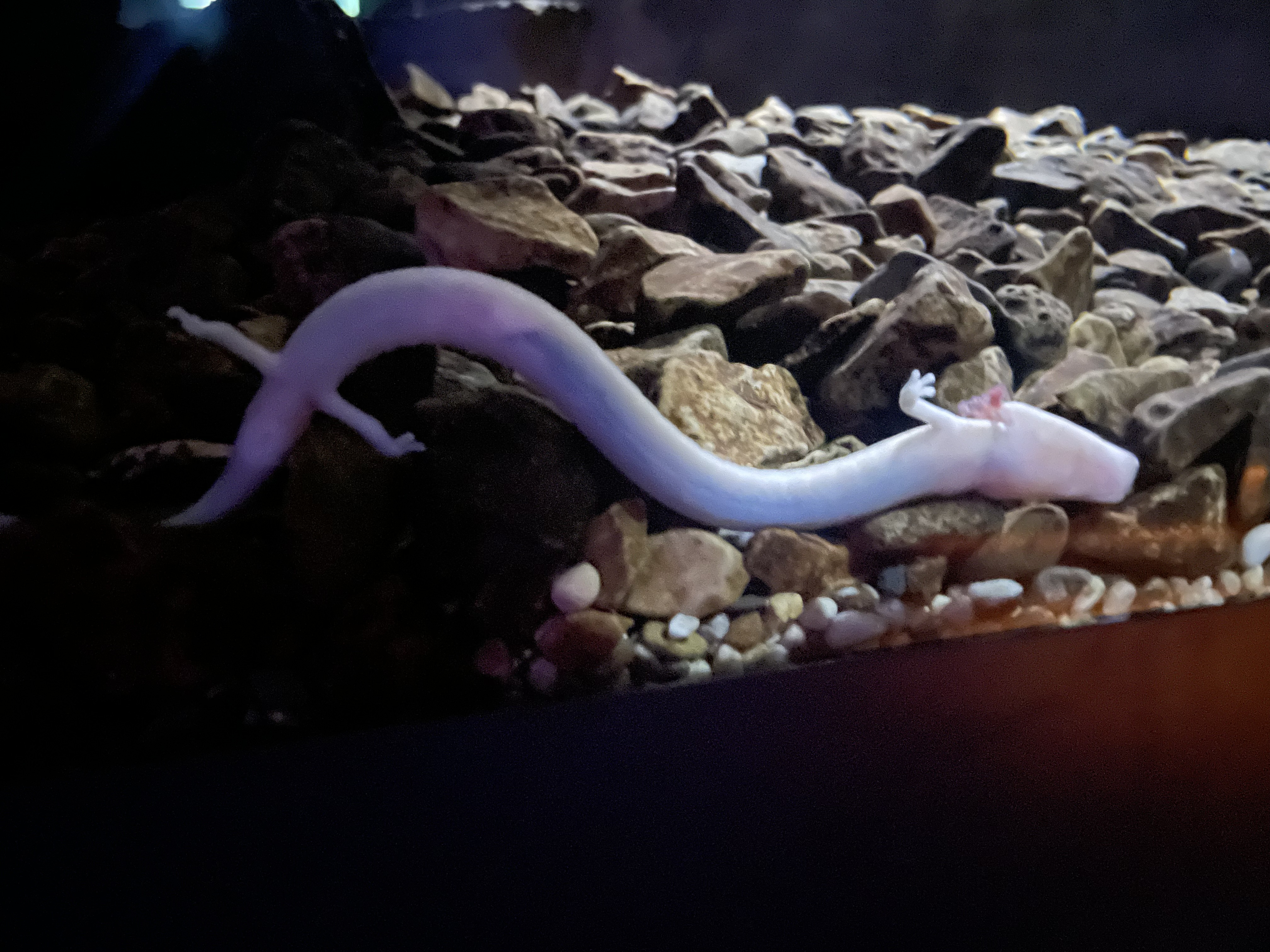
Macarát jeskynní (neboli „seskynní salamandr“) v nádrži vivária v jeskynním parku Postojna ve Slovinsku

V roce 1964, v době lokálního uvolnění politického ovzduší v totalitním komunistickém Československu spojeného s širšími možnostmi cestování do zahraničí, se Ing. Jiří Haleš snažil o vycestování do tehdejší Jugoslávie, která se československým jeskyňářům a herpetologům jevila jako dosud neprobádané teritorium. Potřebné peníze na cestu získal Haleš prodejem svého fotoaparátu značky Praktica jednomu středoškolskému profesoru ze Zagrebu a nutný oficiální „zvací dopis“ obdržel od Muzea krasu v Postojně ve Slovinsku. Díky místnímu biospeleologu dr. Egonu Pretnerovi pak mohl Haleš navštívit rozsáhlý krasový jeskynní systémem poblíž obce Postojna ve Slovinsku (tzv. Postojenská jeskyně) a vidět i místní raritu – endemického obojživelníka zvaného macarát jeskynní, který se tu vyskytuje. Do slovinské Postojny se pak Haleš podíval vícekrát a přivážel tam místním speleologům české čtyřkomorové nafukovací kajaky, které s oblibou používali k podzemním plavbám jeskyněmi. (Pokud se kajaku prorazila jedna komora, mohl bez potíží plout jen s pomocí těch třech zbývajících, což jej činilo svým způsobem „nepotopitelným“.) Během těchto pobytů získal Jiří i potřebnou praktickou znalost srbochorvátštiny.

### Francie, Alžír, Sahara

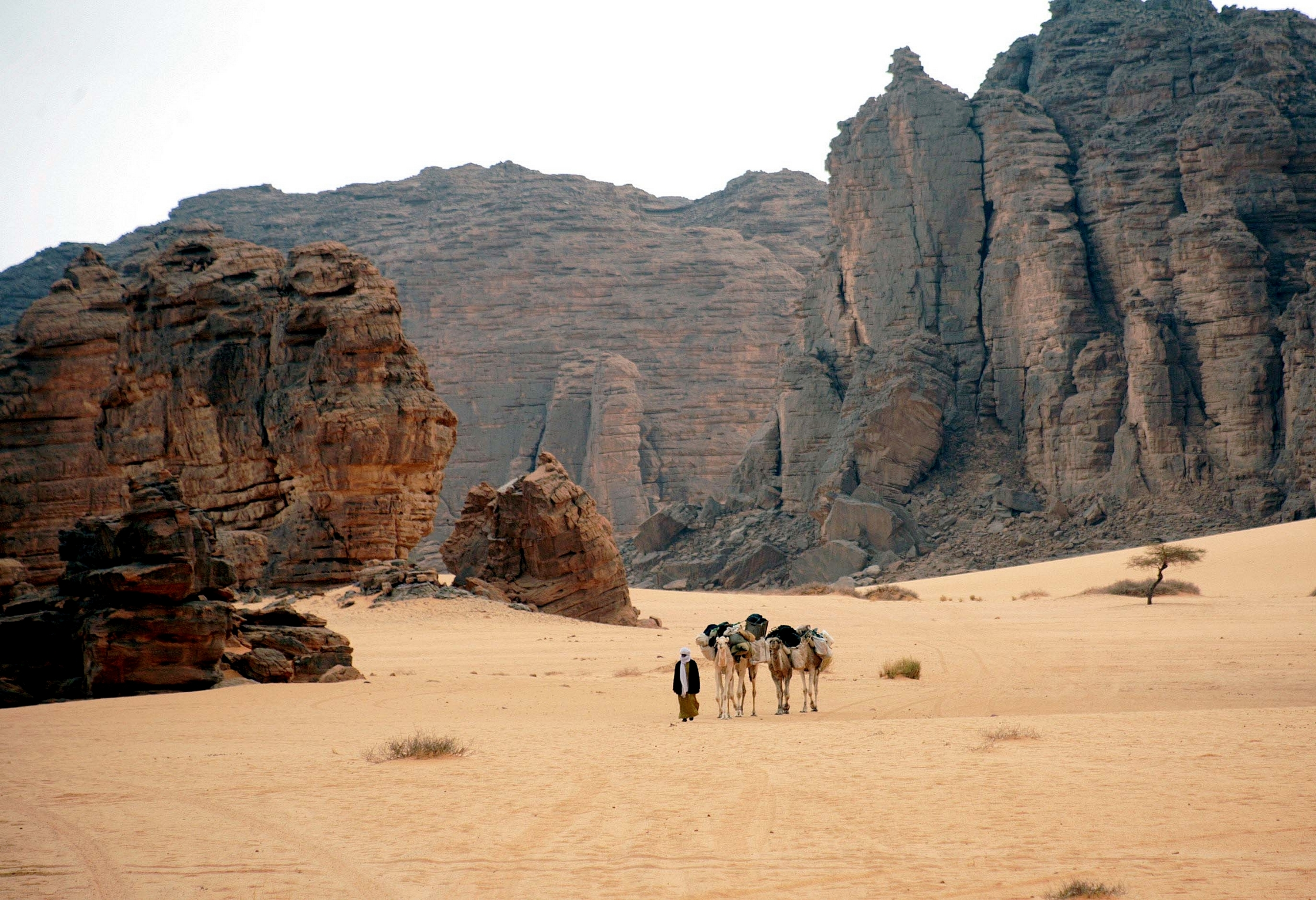
Alžírská poušť - Národní park Tassili

V Jugoslávii se při stopování na silnici seznámil s dvěma francouzskými studenty s nimiž si nějakou dobu dopisoval a kteří jej, poté, co Jiřího v Československu navštívili, pozvali na speleologickou exkurzi do Francie. (Pozvánka platila pro tři osoby.) Po skončení exkurze se pak z Marseille v roce 1967 dostala skupinka lodí do Alžíru. (Zpáteční cestu měli zajištěnou letenkou s volným termínem letu z Alžíru do Prahy.) Na Sahaře prožili 33 dní, najezdili stopem asi 5 tisíc kilometrů a dostali se až do Hoggaru (2 tisíce km od pobřeží).
Saharu navštívil Haleš později ještě celkem pětkrát. Druhá výprava byla šetičlenná (účastnil se jí i český přírodovědec, zoolog, Otakar „Ralf“ Leiský se svojí chotí RNDr. Milenou Leiskou) a vedla do pohoří Tassíli (místa, kde jsou prehistorické skalní kresby). Po návratu do vlasti předali badatelé alžírské straně své cestovní poznatky a upozornili na vhodnost vyhlásit v oblasti Tassíli národní park. Skutečnost, že jako cestovatelé ze Svazu pro ochranu přírody a krajiny' navázali s Alžírem oficiální kontakty, otevřela (navzdory v Československu probíhající normalizaci) Halešovi (a jeho kolegům) dveře k dalším cestám do Alžírska. Během páté expedice se skutečně setkali s ředitelem národního parku Tassíli dr. Kerzabim a šestá výprava se uskutečnila již na bázi oficiálního pozvání v rámci kulturní dohody mezi oběma zeměmi (a na útraty alžírské strany).

### Srpen 1968 a PUDIS
Během probíhající okupace Československa vojsky Varšavské smlouvy (těsně kolem 21. srpna 1968) se Haleš pohyboval s fotoaparátem (Praktica, širokoúhlý objektiv a teleobjektiv) po pražských ulicích a pořizoval snímky, které mu pomáhali zpracovávat jeho kolegové v Tesle Holešovice. Tyto srpnové fotografie provezl Haleš promptně do Jugoslávie, kde je prodal časopisu Jednota (český časopis vycházející v Daruvaru) a Záhřebskému Věstníku. Za utržené peníze pobýval Haleš v Jugoslávii asi měsíc a nakonec se vrátil zpět do okupovaného Československa.
Po sovětské okupaci, když nastalo v Tesle Holešovice období personálních čistek a prověrek, změnil Ing. Jiří Haleš pracoviště. Z Výzkumném ústavu silnoproudé elektrotechniky přes Národní muzeum přešel do Projektového ústavu dopravních a inženýrských staveb (PUDIS) do laboratoře korozního průzkumu (později oddělení inženýrské ekologie). (Pozice byla zajištěna jen na půl roku jako záskok za původního pracovníka, který byl tou dobou na Kubě.)

### Ekvádor, Galapágy

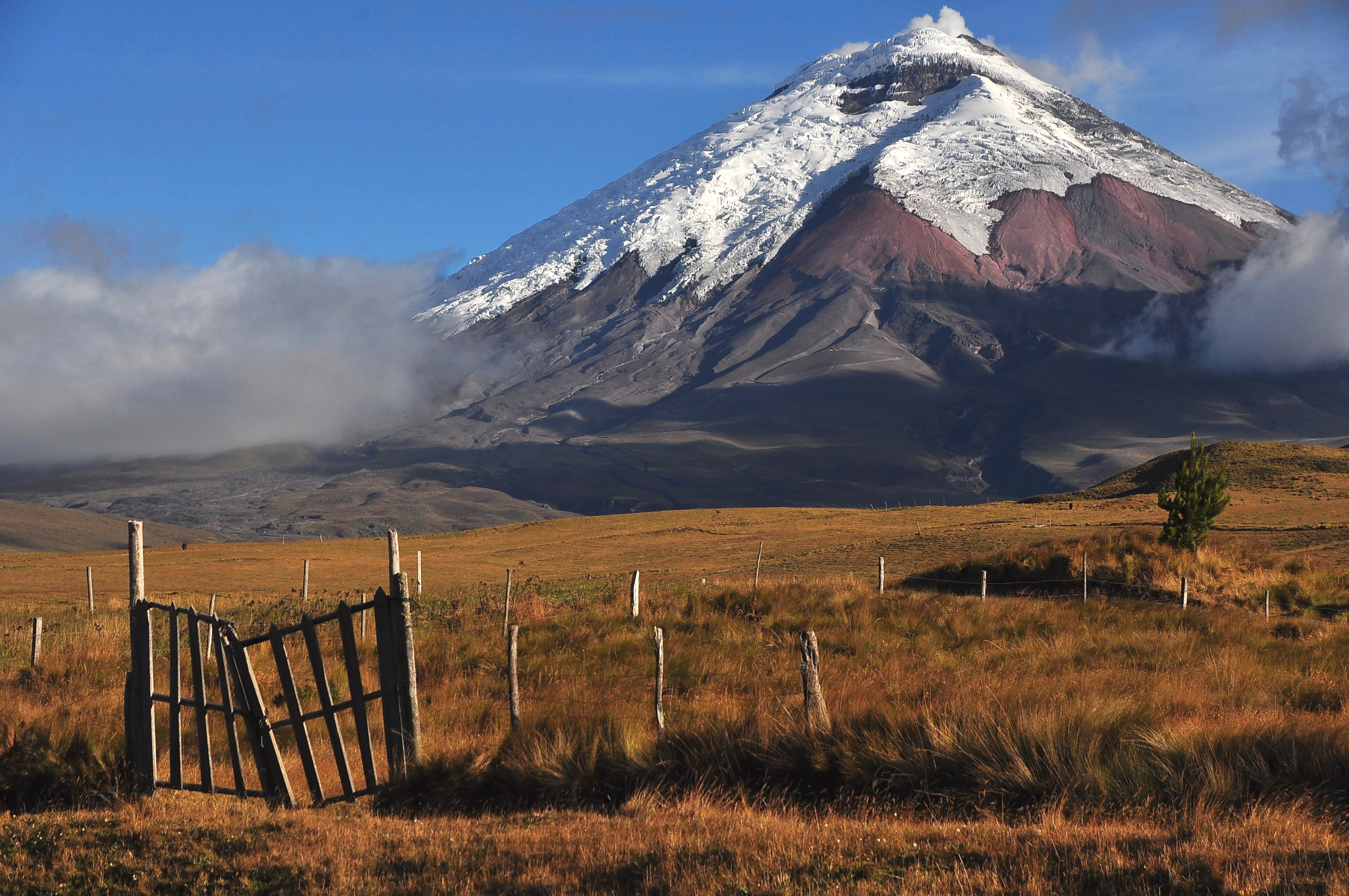
Ekvádorská sopka Cotopaxi

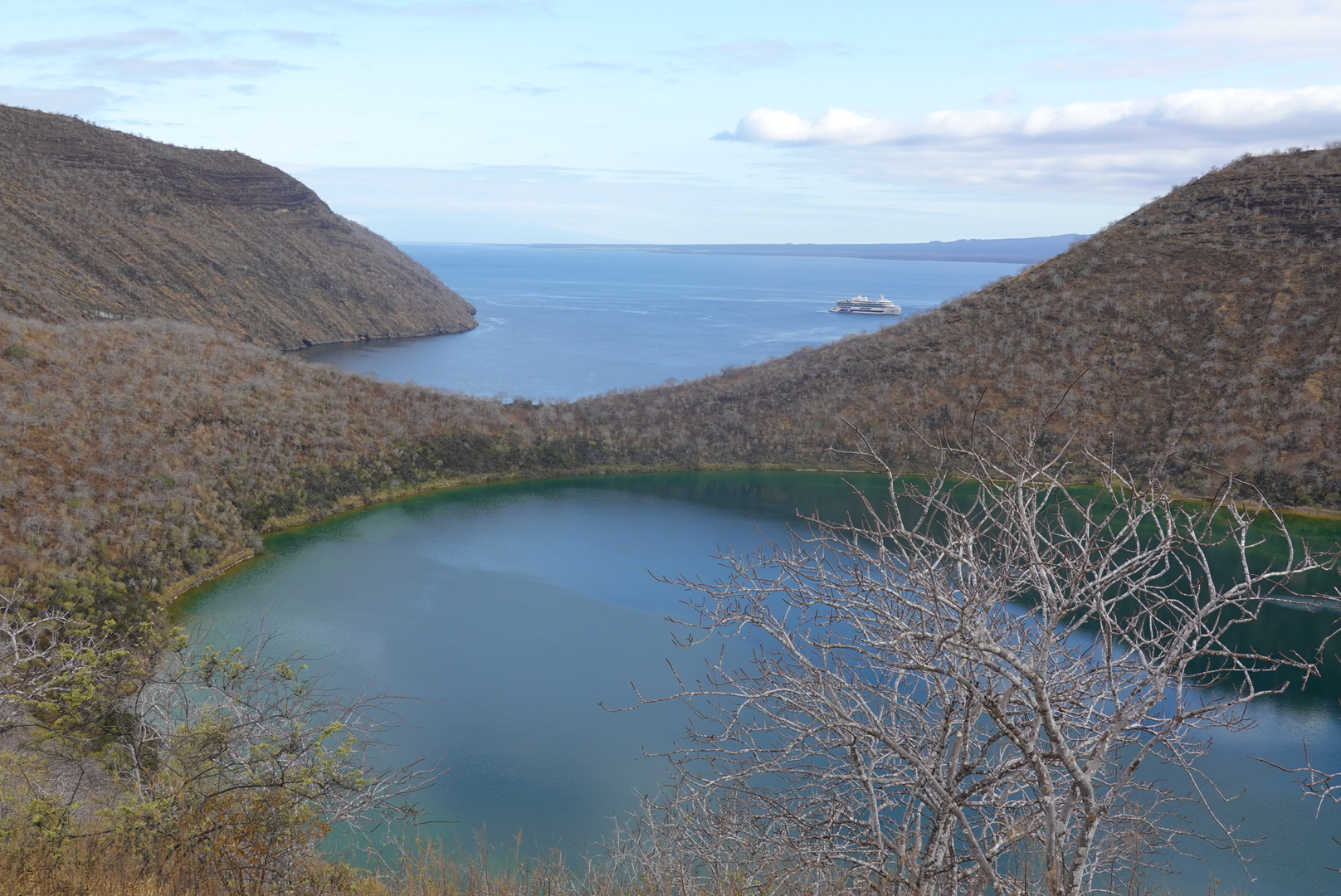
Darwinovo jezero na ostrově Isabela poblíž zátoky Tagus, Galapágy

V roce 1974 se Haleš účastnil desetičlenné expedice (vyslané československým ministerstvem kultury) do Ekvádoru. Cílem expedice Cotopaxi' byl prvosestup do kráteru nejvyšší činné sopky Cotopaxi. Expedice svůj úkol splnila a Haleš spolu s dalšími třemi členy expedice podnikl ještě z Ekvádoru neoficiální leteckou návštěvu souostroví Galapág. Pro tamní správu národního parku (a Darwinovu stanici) vytvořili cestovatelé ekovýchovnou ochranářskou tiskovinu primárně určenou k distribuci osídlencům ostrovů.

### Tis
Dobrovolná organizace Tis – Svaz pro ochranu přírody a krajiny – (vzniklá v roce 1969) byla zrušena v roce 1979. (Pod záštitou této organizace bylo možno cestovat za hranice Československa.) Jiří Haleš se svojí skupinou z Tisu přešel nejprve pod Český svaz chovatelů (byl součástí Národní fronty) a po třech letech pak do cílového Českého svazu ochránců přírody. Jako jeho člen mohl cestovat do ciziny častěji než jednou za tři roky. Dva roky po sobě se mu během normalizace podařilo navštívit Záhřeb, ale do Alžírska se mu to (po zrušení Tisu i přes Alžírskem požadované pokračování československé spolupráce při ochraně saharské přírody) už nepodařilo.

### Ochrana plazů
Výstava o problémech ochrany plazů, kterou Haleš organizoval, byla určena pro Národní technické muzeum a později měla být přemístěna do Záhřebu. Výstava se ale (po zrušení Tisu plného „politicky problémových“ osob) v tuzemsku nekonala. A byl to Ing. Jiří Haleš, kdo do svého nově zakoupeného osobního vozu značky Trabant combi celou výstavu uložil a přejel s ní do Jugoslávie. Pro jistotu byl ale vybaven nepříliš věrohodnou listinou se souhlasem náměstka ministra kultury (namísto požadované propustky od Státní kulturní propagace). Výstava pašovaná v Trabantu byla úspěšná a putovala ze Záhřebu přes celou tehdejší Jugoslávii.

### Rok 1989 a 90. léta 20. století

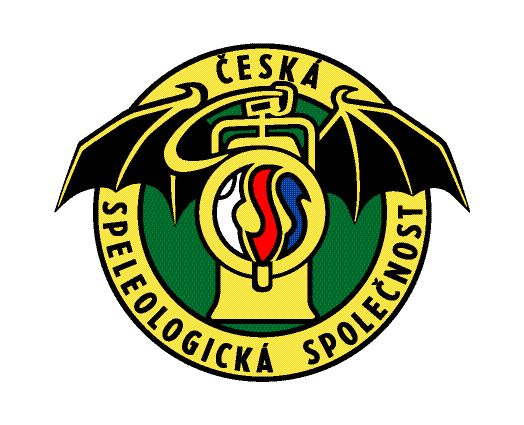
Logo České speleologické společnosti

Ing. Jiří Haleš se účastnil v roce 1989 všech v Praze konaných protestních akcí s výjimkou té 17. listopadu 1989 na Národní třídě. Po sametové revoluci se dál angažuje v ochraně přírody jako člen Českého svazu ochránců přírody. Od roku 1997 provozuje v Praze 8 ekocentrum „Poznáním k ochraně“. Ing. Jiří Haleš je nositelem medaile za zásluhy České speleologické společnosti.

### Dvacáté první století
Po roce 2000 zřídil videostudio "Poznej a chraň" z jehož produktů byly na YouTube postupně přeneseny tyto videoprogramy :
Poznej a chraň naše plazy, ...Plazi střední Evropy a Balkánu ...Aeskulapův had...Záchrana želvy kaspické v Dalmácii...Teraristika....Krasové jevy....Sopečná činnost ...Přírodní zajímavosti Chorvatska...Národní parky Černé Hory...Extrémní biomy (tropický prales, korálový útes, poušť)
...Ohrožená příroda Indonésie....PF z Ekocentra....Videoskop.
Společně se skupinou Anny Cehelské na Slovensku a organizací "Mladi čuvari prirode" v Chorvatsku se uskutečnily 4 ročníky společné akce "Cantata pro Natura" v Praze a chorvatském Zagrebu.

## Publikační činnost
Již v roce 1978 vydalo nakladatelství Pressfoto Halešovu knihu Stopy v písku pojednávající o Sahaře a její floře a fauně. Obrazová publikace pojednává kromě toho i o příčinách rozšiřování pouště a popisuje snahy o ochranu saharské přírody a kulturních památek nacházejících se na jejím území.
Článek o užovce Aeskulapově uveřejněný v časopise Vesmír přečetl šéfredaktor nakladatelství Albatros Ludvík Souček a inicioval tak vznik Halešovy knížky o hadech (Moji přátelé hadi, vydáno v roce 1980). Publikace byla vybavena mnoha fotografiemi hadů, obsahovala vyprávění o pověrách a mýtech, které mají s plazy spojitost. Kromě toho v ní autor popisuje způsob života hadů a jejich význam pro zachování rovnováhy v přírodě.
V roce 1982 v edici Kamarád v nakladatelství Mladá fronta publikoval Haleš knihu Sahara není jen písek. Zde zúročil svoje zážitky i fotografie z šesti expedic do Alžírska a Sahary, kterých se účastnil jako člen Svazu pro ochranu přírody a krajiny.

## Knihy (chronologicky)
- HALEŠ, Jiří. Stopy v písku = Traces sur le sable. Vydání 1. Praha: Pressfoto, 1978; 85 stran + 64 stran obrazových příloh
- HALEŠ, Jiří. Moji přátelé hadi. 1. vydání. V Praze: Albatros, 1980; 188 stran.
- HALEŠ, Jiří. Sahara není jen písek. 1. vydání. Praha: Práce, 1982; 145 stran. Kamarád.
- HALEŠ, Jiří. Malé vzpomínání s odstupem a nadhledem pokud ještě paměť trochu slouží: pokus o stručný "životopejsek", aneb, kdo je mladý, má rád hady. Praha: TIS, 2009 11 stran; ISBN 978-80-86915-12-8.
- HALEŠ, Jiří. Moji priatelia hady. Mladé letá, 1985; 161 stran.
- HALEŠ, Jiří. Caxapa-he tolko necok. izdavatelstvo Nauka - Akademie nauk CCCP, Moskva, 1986; 143 stran.
- HALEŠ, Jiří. Ochrana plazů v okolí lidských sídel, aneb, Proč nemáte na zahradě ještěrku, slepýše nebo užovku?. Praha: Český svaz ochránců přírody, 2009; 23 stran; ISBN 978-80-86770-35-2.[10]
- HALEŠ, Jiří. Ochrana plazů v okolí lidských sídel, aneb, Proč nemáte na zahradě ještěrku, slepýše nebo užovku?. Praha: Český svaz ochránců přírody, 2015; 23 stran.
- HALEŠ, Jiří. Co se tenkrát nemohlo napsat. 1. vydání. V Brně: CPress, 2023; 167 stran; ISBN 978-80-264-4557-9.